# 布劳威尔-加当-华定理
抽象代數中，布勞威耳-加當-華定理是個有關除環的定理，以德國數學家理查德·布饒爾、法國數學家埃利·嘉當、以及中國數學家華羅庚命名。
給定兩個除環{\displaystyle K\subseteq D}使得對於所有{\displaystyle D}中非零的{\displaystyle x}都有{\displaystyle xKx^{-1}\subseteq K}（亦即，{\displaystyle K}的单位群是{\displaystyle D}的单位群的正规子群），則要么{\displaystyle K}被包含在{\displaystyle D}的中心，要么{\displaystyle K=D}。